# Гюрза
Гюрза́, или левантская гадюка (лат. Macrovipera lebetina, перс. گرزه /gurza/ от گرز /gurz/ — «железная дубинка, булава, палица» (вид оружия с утолщённым концом)), или фина (в греческой части о. Кипр) — вид ядовитых змей из рода гигантских гадюк семейства Гадюковых.

## Описание
Гюрза — самый крупный представитель змей семейства гадюковых в фауне бывшего СССР. Длина тела вместе с хвостом может достигать почти 2 м, масса до 3 кг. Голова очень крупная и широкая, с резким шейным перехватом, морда круглая, зрачок и глаза вертикальные. Сверху голова покрыта ребристой чешуёй, и только чешуи на конце морды без рёбрышек. Надглазничные щитки отсутствуют. Число чешуй вокруг середины туловища варьирует от 23 до 27. Брюшных щитков — 126—181, подхвостовых — 33—53 пары, анальный щиток цельный.
Сверху окрашена в серовато-коричневые тона, рисунок в пределах ареала варьирует. Встречаются однотонные особи, почти чёрного или коричневого цвета, иногда с фиолетовым оттенком. Вдоль спины проходит ряд поперечных тёмно-бурых пятен, а по бокам туловища — более мелкие пятна. Брюхо светлое, с мелкими тёмными пятнышками. Голова однотонная или со сложным рисунком в виде дуг и пятен.

## Распространение
Гюрза распространена в Северо-Западной Африке, на островах Средиземного моря, в Западной, Средней и Южной Азии. Она населяет Армению, Сирию, Аравийский полуостров, Иран, Ирак, Турцию, Афганистан, Западный Пакистан и Северо-Западную Индию. В пределах бывшего СССР змея встречается в Закавказье, в Араратской долине Армении, на Апшеронском полуострове Азербайджана, в Средней Азии. Также изолированные популяции живут в Дагестане. На юге Казахстана гюрза в настоящее время почти истреблена и встречается крайне редко. В Израиле не встречается с середины XX века

## Образ жизни
Гюрза обитает в различных биотопах пустынной, полупустынной и горно-степной зон. Она обычна в сухих местах у подножия и на склонах гор, поросших кустарником, в фисташковых редколесьях, в каменистых ущельях с ручьями и родниками, в долинах рек и по обрывам, по берегам ирригационных каналов. Гюрза встречается и на окраинах крупных городов, где для неё есть необходимые укрытия и хорошая кормовая база в виде крыс. Пригодными местообитаниями для неё служат колонии мелких млекопитающих: пищух, песчанок и полёвок. В горы поднимается до высоты 2500 м над уровнем моря на Памире и до 2000 м над уровнем моря в Армении и Туркменистане.
Весной змеи появляются в марте — середине апреля, при минимальной температуре воздуха не менее +10 °C. Первыми из зимовок выходят самцы, самки появляются примерно через неделю. Некоторое время змеи держатся вблизи зимовальных убежищ — на колониях грызунов, у подножия скал или обрывов, а затем расползаются в летние местообитания. Осенью животные снова возвращаются к местам зимовок, зимуя поодиночке или группами до 12 особей. Неактивный период в Закавказье длится в среднем 130—150 дней. Суточная активность гюрзы меняется в течение сезона: весной и осенью — дневная, а в жаркие летние месяцы она носит смешанный характер (короткое время утром и вечером, а также в сумерки и в первую половину ночи). С наступлением жары в мае змеи спускаются со склонов гор к родникам и другим влажным местам. В этот период они рассредоточиваются, и каждая змея имеет свой охотничий участок. Наиболее высокая плотность змей отмечается вблизи родников, по берегам рек и в оазисах. В Дагестане численность гюрз невысока и в среднем для территории республики составляет 1 ос./ 13 га, а в местах с повышенной плотностью — 1 ос./ 0,8 га. Гюрза охотно купается и заодно ловит прилетающих на водопой птиц.
В рационе взрослых гюрз преобладают мелкие млекопитающие (пищухи, песчанки, мыши), реже ящерицы, ещё реже — змеи. Весной и осенью в местах пролёта воробьиных птиц гюрзы забираются на кусты и поджидают там свою добычу (чаще всего это овсянки, трясогузки и их птенцы). Гюрзы, поселившиеся на виноградниках, таким же образом охотятся на воробьев. Новорождённые особи изредка поедают насекомых.
Гюрза — яйцекладущая змея, в отличие от большинства гадюковых. Спаривание длится с апреля до начала июня, откладка яиц — с конца июня до конца августа. В кладке содержится от 8 до 25 яиц с заметно развитыми зародышами, одетых в тонкую кожистую оболочку. Более крупные кладки (до 43 яиц) отмечены для змей с юга Таджикистана. Инкубационный период относительно короткий — 25—50 суток. Новорождённые змеи общей длиной 250—280 мм появляются из яиц в июле — августе, иногда позднее (в августе — сентябре). В Вашлованском заповеднике (юго-восточная Грузия) откладка 8—14 яиц происходит в конце июня-июле; длина яиц до 47 мм, ширина 20—23 мм, масса 21—25 г. Сеголетки появляются в сентябре, средняя длина туловища составляет 239 мм, хвоста — 37 мм и масса тела около 11 г. В предгорном Дагестане откладка 12—18 яиц происходит примерно в те же сроки — в конце июня, иногда во второй половине июля.

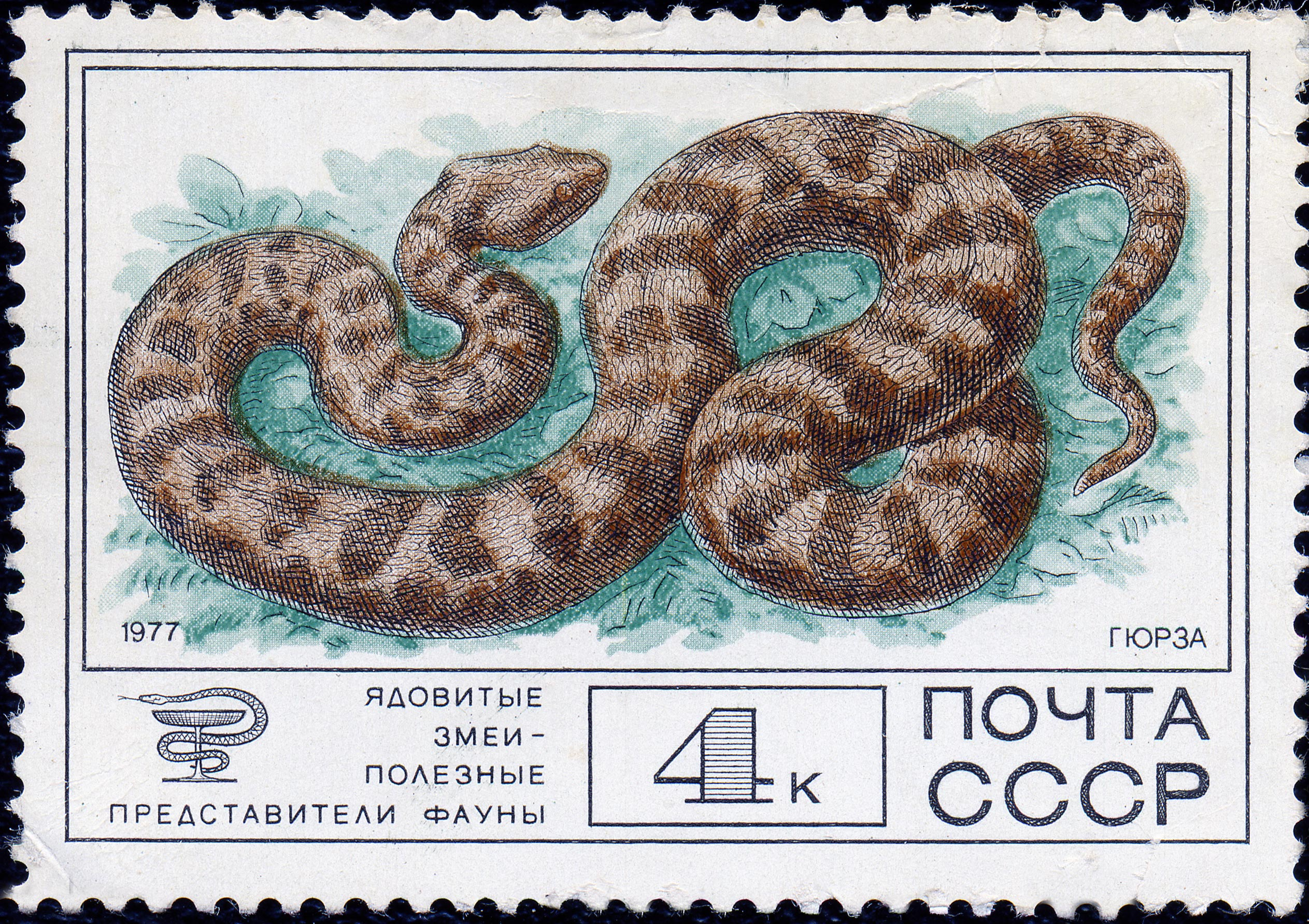
Марка СССР

Гюрза — одна из самых опасных змей для домашних животных и человека. В критической ситуации она способна совершать броски на длину тела в сторону противника, время броска в среднем составляет 0,08 секунд (быстрее кобры), тогда как время реакции человека — 0,1—0,2 секунды, поэтому люди практически не способны среагировать на бросок этой змеи. О своём намерении атаковать она почти не предупреждает, поэтому жертвами её становились даже опытные ловцы-змееловы. Мощное и мускулистое тело крупного экземпляра не так просто удержать в руке. Гюрза, пытаясь освободить голову, совершает резкие и сильные рывки. Иногда ей удаётся даже укусить ловца, пронзив для этого свою нижнюю челюсть.
Яд гюрзы обладает резко выраженным гемолитическим действием и по токсичности уступает только ядам кобр, тайпанов и чёрной мамбы. Несмотря на создание сыворотки против её яда, в 20 % случаев укус человека змеёй заканчивается летальным исходом, поскольку пострадавший не успевает получить вовремя медицинскую помощь. Попадая в кровь, яд разрушает эритроциты, вызывает свёртывание крови, многочисленные внутренние кровоизлияния. Возникает сильнейший отёк в области укуса, закупорка сосудов. Всё это сопровождается сильнейшей болью, головокружением, рвотой. Если не ввести вовремя противоядие, человек умрёт через 2—3 часа.
Долгое время гюрзу отлавливали (годовой отлов в Средней Азии и Закавказье около 5000 экземпляров) для содержания в серпентариях и получения яда, из которого производили медицинские и диагностические препараты, в том числе сыворотку «Антигюрза» и препарат для диагностики гемофилии.
Во многих районах, включая и российскую часть ареала, численность её сильно сократилась из-за бесконтрольного отлова и нарушения природных местообитаний в результате хозяйственной деятельности человека. В связи с этим вид включён в Красную книгу Казахстана (II категория), в новое издание Красной книги РФ (III категория) и Дагестана (II категория).

## Классификация

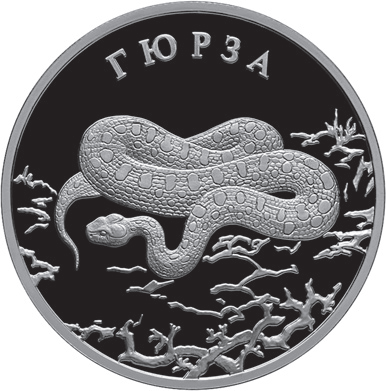
Гюрза. Монета Банка России — Серия: «Красная книга», серебро, 2 рубля, 2010 год

Ранее некоторые герпетологи гюрзу относили к роду Daboia или помещали её в род Vipera. Систематика этого политипического вида сложна и противоречива. До недавнего времени для вида в целом признавалось 5 подвидов, 3 из которых населяют Кавказ и Среднюю Азию (в границах бывшего Советского Союза) — M. l. obtuse Dwigubsky, 1832; M. l. turanica Terentjev et Cernov, 1940; M. l. cernovi Chikin et Shcherbak, 1992. В России встречается закавказская гюрза, отличающаяся большим числом брюшных щитков и отсутствием или небольшим числом тёмных пятнышек на брюхе.
В настоящее время выделяют 6 подвидов гюрзы, один из которых, однако, остаётся под вопросом:
- Macrovipera lebetina lebetina — встречается на острове Кипр
- Macrovipera lebetina cernovi
- Macrovipera lebetina obtusa — Закавказская гюрза[4] населяет Дагестан, Закавказье, Турцию, Иран, Ирак, Сирию
- Macrovipera lebetina peilei — не окончательно установленный подвид
- Macrovipera lebetina transmediterranea
- Macrovipera lebetina turanica — Среднеазиатская гюрза[4] распространена на юге Казахстана, в Туркменистане, Узбекистане, Западном Таджикистане, Афганистане, Пакистане, Северо-Западной Индии

## В художественной литературе
Отлов гюрз подробно описан в книге А. Д. Недялкова «Опасные тропы натуралиста».